# 30008 Aroncoraor
30008 Aroncoraor è un asteroide della fascia principale. Scoperto nel 2000, presenta un'orbita caratterizzata da un semiasse maggiore pari a 2,3641453 UA e da un'eccentricità di 0,1856862, inclinata di 1,92880° rispetto all'eclittica.